# Бабкина, Татьяна Николаевна
Татьяна Николаевна Бабкина (1 января 1927 года, Воронеж — 16 октября 2004 года, Воронеж) — передовик производства, вязальщица производственного объединения «Трикотаж». Герой Социалистического Труда (1971).
С 1944 года работала на фабрике «Трикотаж» вязальщицей. В 1970 году досрочно выполнила личные социалистические обязательства и производственные задания Восьмой пятилетки. Указом Президиума Верховного Совета СССР от 5 апреля 1971 года «за выдающиеся успехи в досрочном выполнении заданий пятилетнего плана и большой творческий вклад в развитие производства тканей, трикотажа, обуви, швейных изделий и другой продукции легкой промышленности» удостоена звания Героя Социалистического Труда с вручением ордена Ленина и золотой медали «Серп и Молот».
Проработала на фабрике до выхода на пенсию в 1983 году.

## Награды
- Герой Социалистического Труда — указом Президиума Верховного Совета СССР от 5 апреля 1971 года